# Liste der myanmarischen Botschafter in Osttimor

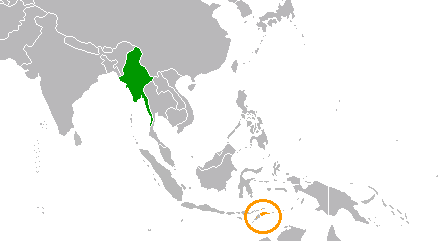
Myanmar (grün) und Osttimor (orange)

Diese Liste führt die myanmarischen Botschafter in Osttimor auf.

## Hintergrund
Osttimor und Myanmar nahmen am 26. September 2006 diplomatische Beziehungen auf. Myanmar unterhält in Dili keine Botschaft. Zuständig ist die Botschaft in Jakarta.

## Liste der Botschafter

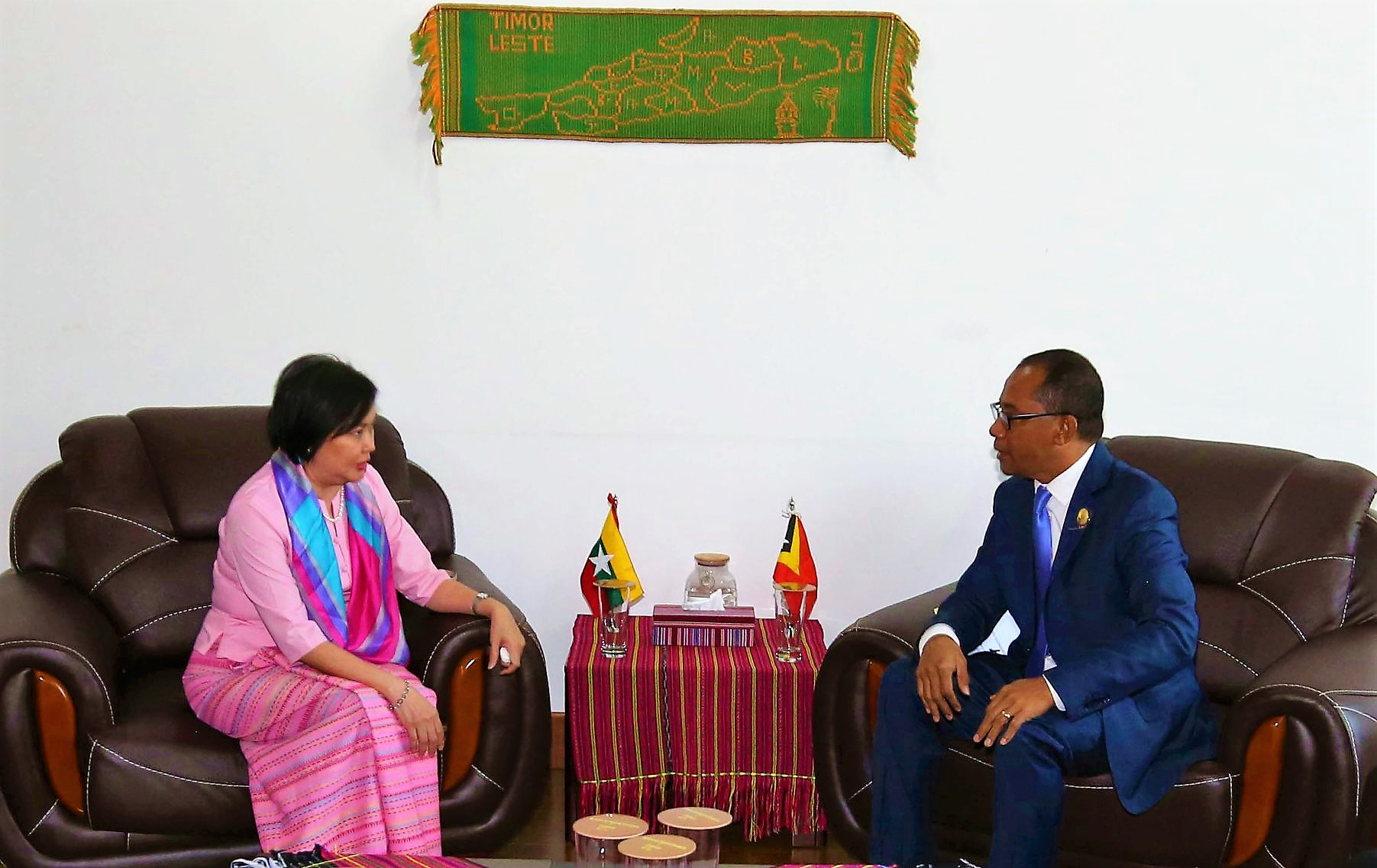
Myanmars Botschafterin Daw Ei Ei Khin Aye bei Osttimors Außenminister Dionísio Babo

| Amtszeit  | Name               | Anmerkungen                                                |         |
| Myanmar   | Myanmar            | Myanmar                                                    | Myanmar |
| --------- | ------------------ | ---------------------------------------------------------- | ------- |
|           | ?                  |                                                            |         |
| 2015–2016 | U San Myint Oo     | Akkreditierung: 17. Februar 2015.                          |         |
| 2016–2017 | U Aung Htoo        | Ernennung: 30. September 2016.                             |         |
| seit 2018 | Daw Ei Ei Khin Aye | Ernennung: 28. Februar 2018; Akkreditierung: 21. Juni 2018 |         |